# إنديانابوليس 500 سنة 1914
سباق انديانا بوليس -500 ميل 1914 أقيم في إنديانابوليس أوتوستراد في 30 مايو 2014 وفاز في السباق رينيه توماس [الإنجليزية] من فريق دولاج بمتوسط سرعة 82.474 ميل/س (132.729 كم/س).
وكان أول المنطلقين  جان شاساجن  [الإنجليزية] .

## معرض صور

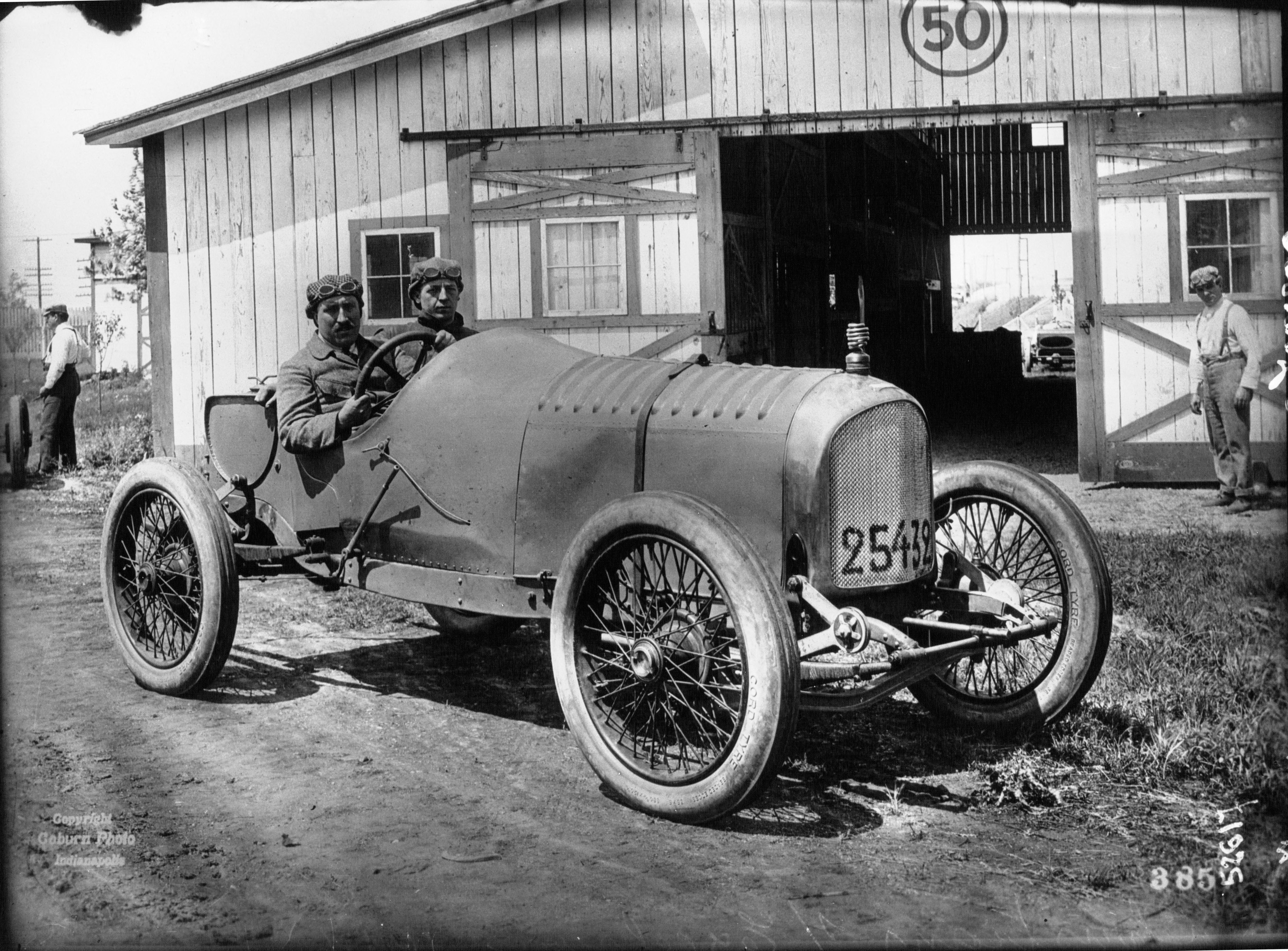
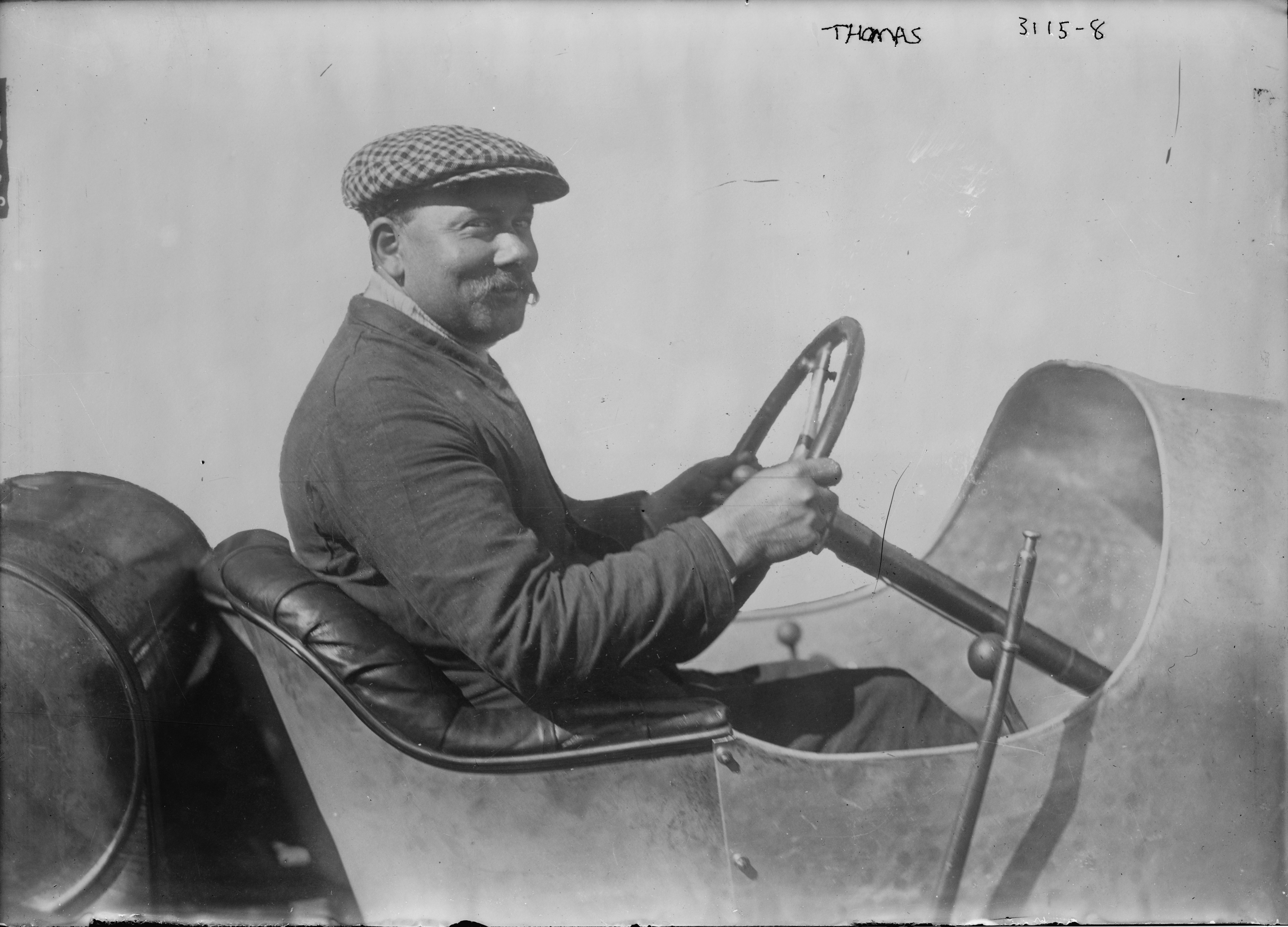
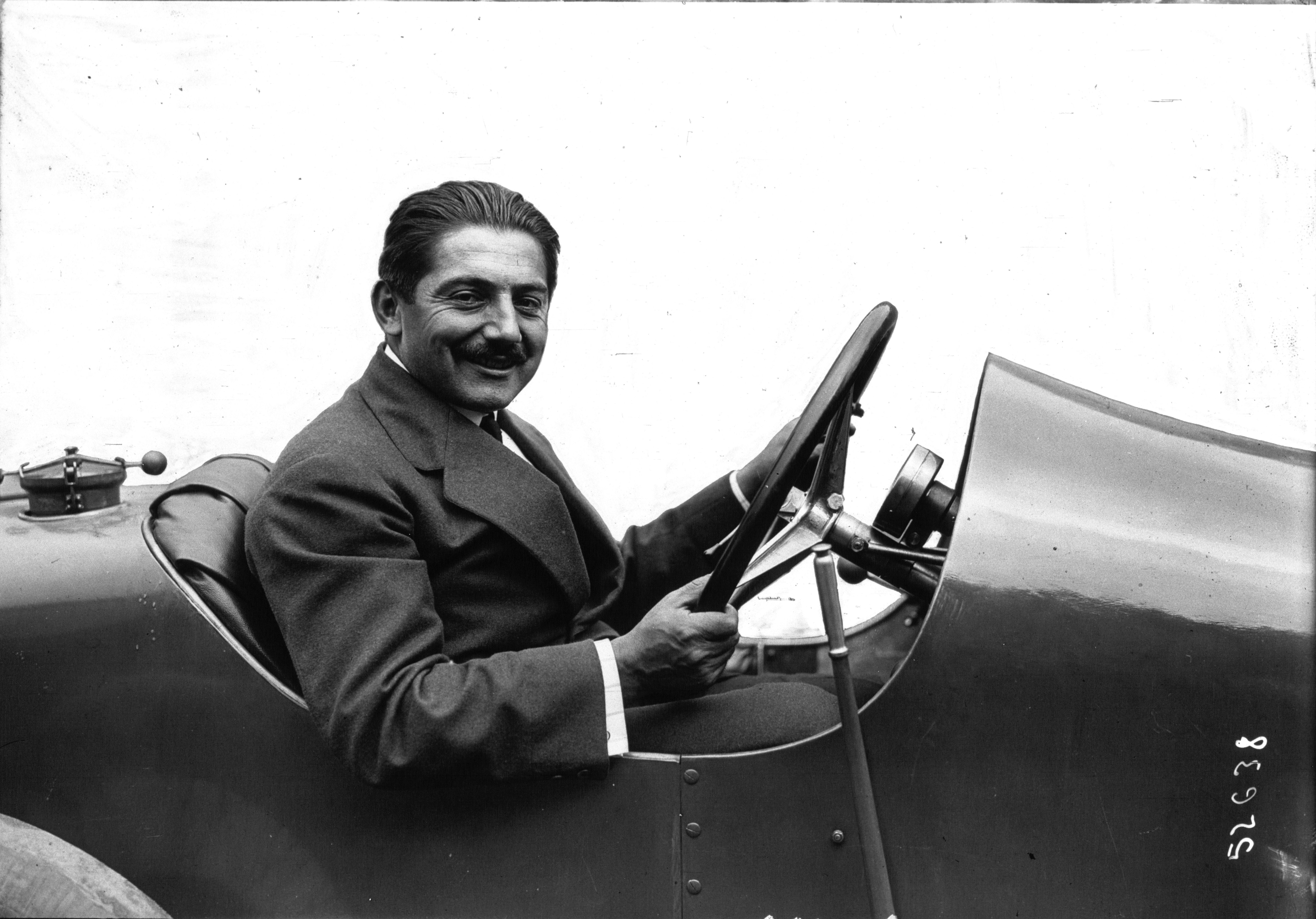